# Lydia Hiernickel
Lydia Hiernickel (Schwanden, 23 dicembre 1996) è una fondista svizzera.

## Biografia
Attiva in gare FIS dal febbraio del 2011, la Hiernickel ha esordito in Coppa del Mondo il 10 dicembre 2017 a Davos (64ª), ai Giochi olimpici invernali a Pyeongchang 2018, dove è stata 49ª nella 10 km e 7ª nella staffetta, e ai Campionati mondiali a Seefeld in Tirol 2019, dove è stata 10ª nella staffetta. Ai Mondiali di Oberstdorf 2021 si è classificata 7ª nella staffetta; l'anno dopo ai XXIV Giochi olimpici invernali di Pechino 2022 si è piazzata 27ª nella 30 km e 32ª nello skiathlon.

## Palmarès

### Coppa del Mondo
- Miglior piazzamento in classifica generale: 92ª nel 2022